# ヌータン
ヌータン（Nutan、1936年6月4日 - 1991年2月21日）は、インドのヒンディー語映画で活動した女優。40年間のキャリアを通して80本以上の映画に出演し、インド映画史上最も偉大な俳優の一人に挙げられている。また、複雑な感情を抱えた女性を多く演じるなど型破りな女優として知られ、批評家からは自然派の演技スタイルが高く評価されている。彼女はフィルムフェア賞 主演女優賞の最多受賞記録（5回）を保持しており、1974年には映画界への長年の貢献を認められパドマ・シュリー勲章を授与されている。このほか、2011年2月にヌータンの記念切手がインド政府から発行され、2017年には生誕81周年を記念してGoogle Doodleが製作されている。

## 生涯

### 生い立ち
1936年6月4日にボンベイに暮らすマラーターヒンドゥー教徒家庭の長女として生まれる。父のクマールセーン・サマルトは映画監督、母のショーバナ・サマルトは女優として映画界で活動していた。クマールセーン・サマルトはインド映画の黎明期を代表する映画製作者の一人であり、母方の祖母ラッタン・バーイーや従姉ナリーニ・ジェイワントも女優として知られている。彼女には2人の妹（タヌージャー、チャトゥラ）と1人の弟（ジャイディープ）がいるが、両親はジャイディープが生まれる前に離婚している。女優のカジョールとタニシャー・ムカルジーは姪（タヌージャーの娘）に当たる。
幼少期は「痩せ過ぎた身体」にコンプレックスを感じていたという。彼女はヴィラ・テレサ・スクールで教育を受けた後、バンガロールのボールドウィン女子高等学校に進学し、幼少期から舞台芸術に興味を抱いて歌や舞踊を好む一方、学校では数学や地理を得意科目としていた。また、ジャガンナート・プラサードの下で4年間古典音楽を学んでいたほか、1953年にはスイスに留学してフィニッシングスクールで教育を受けている。当時、女優として活動を始めていたヌータンは「ヌータンを描くなら、1本の線を描けばいい」と揶揄されるほど華奢な身体をしており、母から結核を疑われ、スイスで療養するように指示されたという。後年、彼女は「人生で最も幸福だった時期」としてスイスでの日々を挙げており、1年後には体重を20キログラム近く増やしてインドに帰国している。

### キャリア

#### 1945年 - 1954年
1945年に父が製作した『Nal Damyanti』に子役として出演し、1950年に母が製作した『Hamari Beti』で主演デビューした。『Hamari Beti』の出演に際し、ヌータンは自身の容姿に自信がなく、映画をやり遂げられるか不安だったと語っている。同作ではスネーハール・バートカルが手掛けた挿入歌「Tujhe Kaisa Dulha Bhaaye Re」の歌手も務めている。『Hamari Beti』の公開後、ヌータンは世間の注目を集め、『モーション・ピクチャー・マガジン』は映画については酷評したが、ヌータンについては「将来への大きな可能性を秘めた素晴らしい演技だった」と絶賛している。また、ヌータンは映画公開後の周囲の反応について「私のことを醜いと言っていた親族たちは、たった一夜で意見を変えました。全員が私のことを誇りに思うと言い出したのです」と振り返っている。
1951年に出演した『Nagina』で知名度を上げ、同作は彼女のキャリアで初めて商業的な成功を収めた作品となった。しかし、『Nagina』のレイティングが「A（成人対象）」だったため、当時15歳のヌータンは試写会に出席できなかったという。同年に公開された社会派映画『Hum Log』も観客から好評を得ており、中流家庭が直面する苦悩を描いた同作では、結核を患いながら作家を目指す娘パロを演じている。この両作の成功により、ヌータンは新人女優として映画化での地位を確立した。1952年にはフェミナ・ミス・インドに出場して「ミス・ムスーリー」の栄冠に輝き、その後は女優業を休止して1年間スイスに留学している。

#### 1955年 - 1979年
1955年に出演した『Seema』でフィルムフェア賞 主演女優賞を受賞し、1957年には『Paying Guest』でデーヴ・アーナンドと共演しており、1950年代にはヒンディー語映画界を代表する人気女優の地位を確立した。1959年には『Anari』でラージ・カプールと共演し、続けてスニール・ダットと共演した『Sujata』で再びフィルムフェア賞主演女優賞を受賞している。1960年代から1970年代にかけては『Chhalia』『Saraswatichandra』『Devi』『Main Tulsi Tere Aangan Ki』などのヒット作に出演した。『Chhalia』では2曲の挿入歌の歌手を務めたほか、フィルムフェア賞主演女優賞にノミネートされ、『フィルムフェア』からは「ヌータンは落ち度もなく理不尽に親族から勘当される不幸な少女役を印象深く演じている」と批評された。また、デーヴ・アーナンドとのカップル役は観客の人気を集め、『Paying Guest』『Baarish』『Manzil』『Tere Ghar Ke Samne』で共演している。
ビマル・ロイの『Bandini』ではアショーク・クマールと共演し、彼が演じる恋人ビカーシュの妻に毒を持った罪で逮捕された囚人カリヤーニ役を演じた。同作ではカリヤーニの刑務所での生活と過去の恋愛、そしてダルメンドラ演じる若い刑務所医デーヴェンドラとビカーシュのどちらかの選択を迫られるカリヤーニの姿が描かれている。当時、ヌータンは結婚を機に女優業の引退を考えていたが、ビマル・ロイからの「出演してくれないなら、この企画を破棄する」という強い説得を受けて出演を承諾し、妊娠した状態で撮影に参加していたという。『Bandini』での演技は「ヌータンのキャリアで最高の演技」と批評家から絶賛され、しばしばインド映画史の中でも最高の演技の一つに挙げられている。第11回フィルムフェア賞では主演女優賞を含む6部門を受賞したほか、ベンガル映画ジャーナリスト協会賞では第3位作品賞とヒンディー語映画部門主演女優賞を受賞している。また、ディネーシュ・ラヘジャは「ヒステリックに泣き叫ぶ姿を除いて、ヌータンはヒンディー語映画で最高の演技を見せてくれた。彼女はカリヤーニの強気な性格を熟知し、自身と完璧に一致させていた」と批評し、2010年には『フィルムフェア』の「アイコニックな演技ベスト80」にも選出されている。アヌパマ・チョープラーも「史上最高のヒンディー語映画ベスト20」に『Bandini』を選んだほか、カリヤーニについては「ヒンディー語映画史上最も複雑で完璧に表現された女性キャラクターだ。ヌータンにとって生涯最大の仕事であり、その表情には壮大な熱意と静かな気品が満ちていた」と批評している。2013年には『フォーブス・インディア』の「インド映画市場最も偉大な演技ベスト25」に選出されている。
1967年に出演した『Milan』でフィルムフェア賞主演女優賞を受賞し、1973年にはアミターブ・バッチャンと共演した『Saudagar』でもフィルムフェア賞主演女優賞にノミネートされたほか、ベンガル映画ジャーナリスト協会賞ヒンディー語映画部門主演女優賞を受賞している。1978年には『Main Tulsi Tere Aangan Ki』に出演し、42歳でフィルムフェア賞主演女優賞を受賞して最年長受賞記録を塗り替えた。

#### 1980年 - 1989年
1981年に出演した『Saajan Ki Saheli』では高圧的な夫を持ち、生後間もなく娘を捨てた女性を演じ、この時期には『Meri Jung』『Naam』『Karma』などのヒット作に出演した。このうち『Karma』ではディリープ・クマールと共演したことで注目を集め、『Meri Jung』ではフィルムフェア賞 助演女優賞を受賞している。1988年にはテレビドラマ『Mujrim Hazir』で主演を務め、1989年には『Kanoon Apna Apna』に出演し、同作が生前最後に公開された作品となった。1991年にヌータンは死去し、死後に3本の映画（『Naseebwala』『Deewana Aashiq』『Insaniyat』）が公開された。

### 死去
1989年7月16日に体調不良を訴えて病院で検査を受けた際、乳癌であることが発覚して手術を受けた。その後、1990年6-7月ごろに肝臓に転移していることが判明し、1991年2月9日にボンベイのブリーチ・キャンディ病院に入院した。その際、ニューヨークのメモリアル・スローン・ケタリング癌センターで治療を受けることが検討されたが、ヌータンは「どうなったとしても、この国から離れるつもりはありません」と渡米を拒否したという。彼女はムンバイで治療を受けていたが、同月21日に死去している。

## フィルモグラフィー
- Hamari Beti（1950年[63]）
- Nagina（1951年）
- Hum Log（1951年）
- Shisham（1952年）
- Parbat（1952年）
- Laila Majnu（1953年）
- Aaghosh（1953年）
- Malkin（1953年）
- Shabaab（1954年）
- Seema（1955年）
- Heer（1956年）
- Baarish（1957年）
- Paying Guest（1957年[64]）
- Zindagi Ya Toofan（1957年）
- Chandan（1958年）
- Dilli Ka Thug（1958年）
- Kabhi Andhera Kabhi Ujala（1958年）
- Sone Ki Chidiya（1958年）
- Aakhri Daao（1958年）
- Light House（1958年）
- Anari（1959年）
- Kanhaiya（1959年）
- Sujata（1959年[65]）
- Basant（1960年）
- Chhabili（1960年）
- Chhalia（1960年）
- Manzil（1960年）
- Soorat Aur Seerat（1962年）
- Bandini（1963年[66]）
- Dil Hi To Hai（1963年[67]）
- Tere Ghar Ke Samne（1963年）
- Chandi Ki Deewar（1964年）
- Khandan（1965年）
- Rishte Naate（1965年）
- Chhota Bhai（1966年）
- Dil Ne Phir Yaad Kiya（1966年）
- Dulhan Ek Raat Ki（1967年）
- Laat Saheb（1967年）
- Milan（1967年[68]）
- Mehrban（1967年）
- Mera Munna（1967年）
- Gauri（1968年[69]）
- Saraswatichandra（1968年[70]）
- Bhai Bahen（1969年）
- Maa Aur Mamta（1970年）
- Devi（1970年）
- Maharaja（1970年）
- Yaadgaar（1970年）
- Lagan（1971年）
- Anuraag（1972年[71]）
- Grahan（1972年）
- Mangetar（1972年）
- Saudagar（1973年[72]）
- Jogidas Khuman（1975年）
- Zid（1976年[73]）
- Mandir Masjid（1977年）
- Jagriti（1977年）
- Duniyadari（1977年）
- Paradh（1977年）
- Ek Baap Chhe Bete（1978年）
- Main Tulsi Tere Aangan Ki（1978年）
- Saajan Bina Suhagan（1978年）
- Hamara Sansar（1978年）
- Kasturi（1980年）
- Sanjh Ki Bela（1980年）
- Saajan Ki Saheli（1981年）
- Teri Maang Sitaron Se Bhar Doon（1982年）
- Jeeo Aur Jeene Do（1982年）
- Rishta Kagaz Ka（1983年[74]）
- Yudh（1985年）
- Paisa Yeh Paisa（1985年）
- Meri Jung（1985年[75]）
- Yeh Kaisa Farz（1985年）
- Pyari Bhabhi（1985年）
- Sajna Saath Nibhana（1986年）
- Karma（1986年[76]）
- Naam（1986年[77]）
- Ricky（1986年）
- Hifazat（1987年）
- Sone Pe Suhaaga（1988年[78]）
- Mujrim（1989年）
- Kanoon Apna Apna（1989年[79]）
- Guru（1989年）
- Aulaad Ki Khatir（1990年）
- Naseebwala（1992年）
- Deewana Aashiq（1992年）
- Insaniyat（1994年[80]）

## 私生活
1959年10月11日にインド海軍少佐ラジニーシュ・ベヘルと結婚し、1961年に息子モーニシュ・ベヘルを出産した。成長したモーニシュ・ベヘルは俳優として活動し、1992年にエクター・ソーヒニと結婚している。1993年には孫娘プラヌータン・ベヘルが生まれ、名前は祖母であるヌータンにちなんで名付けられた。夫ラジニーシュ・ベヘルはインド海軍を退役後（最終階級は大佐）、2004年に自宅アパートで発生した火事で死去している。
ヌータンは結婚を機に女優業を引退するつもりでいたが、夫ラジニーシュの勧めで引退を取り止めて女優の仕事を続けることにしたという。また、1960年代に「資産を不正に流用した」として母ショーバナを訴えたことをきっかけに20年近く母や妹弟と疎遠になっていたが、1983年に和解している。

## 評価

### 人物評

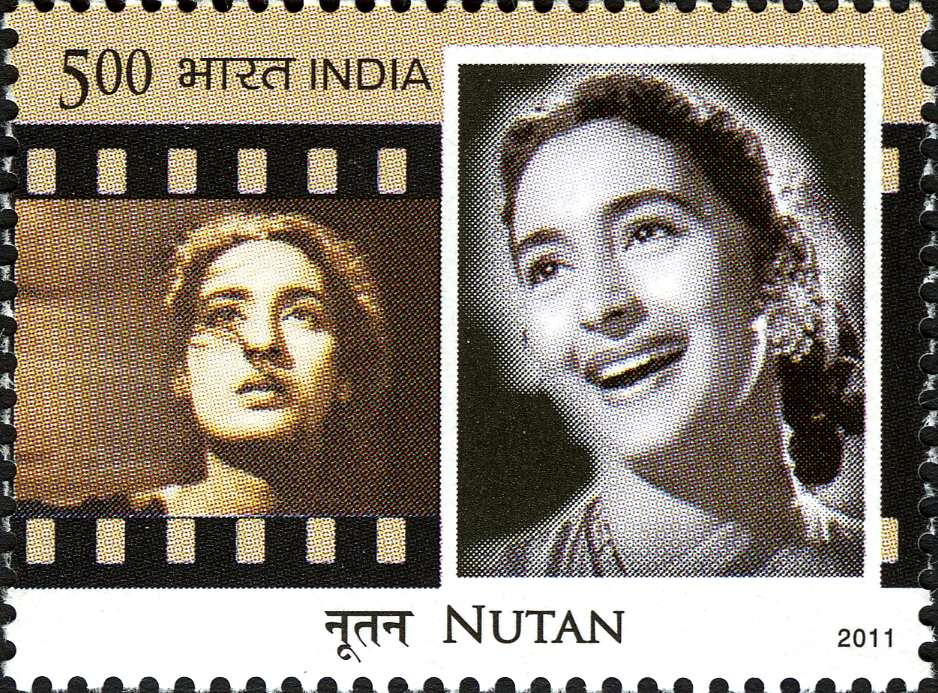
ヌータンの記念切手

ヌータンはインド映画史上最も偉大な俳優の一人に挙げられており、型破りな役柄を積極的に演じることでも知られ、いくつかの役柄は批評家から「先駆的」と評されている。また、細かな感情を表現する演技に定評があり、男性キャラクターと「肩を並べる」ような役柄を演じることでも知られており、『フィルムフェア』は「しなやかな体型を持つ一方で、映画界で最もカメラ映えする顔をしていた。どんな角度から撮影しても、彼女は完璧にカメラに映った」と評している。2011年に『Rediff.com』が「インド映画歴代最高の女優」としてナルギス、スミター・パーティルに次いでヌータンを挙げており、2012年にはニューデリー・テレビジョンの「歴代で最も人気のある女優」で第10位にランクインしている。このほか、『アウトルック・インディア』の「ボリウッド女優ベスト75」、『ザ・タイムズ・オブ・インディア』の「美しい顔ベスト50」にそれぞれランクインしており、2023年にはラジーヴ・マサンドが彼女を「ヒンディー語映画の歴代最高の女優」の一人に選出している。
サーダナー・シヴダーサーニーやスミター・パーティルは影響を受けた女優としてヌータンを挙げており、サーダナーは「私が手本とする女優がいたとすれば、それは『Seema』『Sujata』『Bandini』で多才さを披露したヌータンです。彼女を追い求めた先に『Parakh』の私がいたのです」と語っている。また、サンジャイ・リーラー・バンサーリーは「もはや、ヌータンのような女優は存在しないだろう」と評しており、ラタ・マンゲシュカルも「彼女は、スクリーンの中で私の声を正確に表現した女優だった」、「女優の演技力で順位を付けるのならば、ヌータンの名前がトップに挙がるでしょう」と語っている。
『ザ・トリビューン』のM・L・ダワンは「ヌータンは喚情的な声で、台詞回しを調整していた。自然な言い回しが彼女の特徴であり、控えめで柔和でありながら口が悪く皮肉を言い放ち、強烈なインパクトを残した。ヌータンが演じるのは主人公、少なくとも相棒となる男優と対等な役柄だった」と批評しており、『ブリタニカ百科事典』には「ビマル・ロイの演出のもと、ヌータンは自然な演技スタイルを生み出した」と記されている。また、『インディアン・エクスプレス』のアルシ・ジャインは「ヌータンは、銀幕で彼女の姿を見ることができた幸運な人々の心に、決して消えることのない足跡を残した」、『テレグラフ』のシャンタヌ・レイ・チャウドゥリは「ヌータンは様々な役柄を演じ、批評面でもスター性の面でも期待に応えてくれた」とそれぞれ批評している。

### 受賞歴
| 年                               | 部門                           | 作品                          | 結果       | 出典    |
| 栄典                             | 栄典                           | 栄典                          | 栄典       | 栄典    |
| -------------------------------- | ------------------------------ | ----------------------------- | ---------- | ------- |
| 1974年                           | パドマ・シュリー勲章           | N/A                           | 受賞       | [ 104 ] |
| フィルムフェア賞                 |                                |                               |            |         |
| 1957年                           | 主演女優賞                     | 『Seema』                     | 受賞       | [ 105 ] |
| 1960年                           | 主演女優賞                     | 『Sujata』                    | 受賞       | [ 105 ] |
| 1961年                           | 主演女優賞                     | 『Chhalia』                   | ノミネート | [ 105 ] |
| 1964年                           | 主演女優賞                     | 『Bandini』                   | 受賞       | [ 105 ] |
| 1968年                           | 主演女優賞                     | 『Milan』                     | 受賞       | [ 105 ] |
| 1974年                           | 主演女優賞                     | 『Saudagar』                  | ノミネート | [ 105 ] |
| 1974年                           | 助演女優賞                     | 『Anuraag』                   | ノミネート | [ 105 ] |
| 1974年                           | 助演女優賞                     | 『Saudagar』                  | ノミネート | [ 105 ] |
| 1979年                           | 主演女優賞                     | 『Main Tulsi Tere Aangan Ki』 | 受賞       | [ 105 ] |
| 1979年                           | 助演女優賞                     | 『Main Tulsi Tere Aangan Ki』 | ノミネート | [ 105 ] |
| 1987年                           | 助演女優賞                     | 『Meri Jung』                 | 受賞       | [ 105 ] |
| ベンガル映画ジャーナリスト協会賞 |                                |                               |            |         |
| 1964年                           | ヒンディー語映画部門主演女優賞 | 『Bandini』                   | 受賞       | [ 49 ]  |
| 1968年                           | ヒンディー語映画部門主演女優賞 | 『Milan』                     | 受賞       | [ 106 ] |
| 1974年                           | ヒンディー語映画部門主演女優賞 | 『Saudagar』                  | 受賞       | [ 107 ] |